# محاكاة الحياة (فلم)
محاكاة الحياة (بالإنجليزية: Imitation of Life) هو فيلم دراما تم إنتاجه في الولايات المتحدة وصدر في سنة 1934. وأخرجه جون ستال.
كتب النص السينمائي وليام هيرلبوت عن رواية محاكاة الحياة لفاني هيرست والتي صدرت عام 1933، لكن تمت الزيادة على النص بواسطة ثمانية كتاب إضافيين منهم بريستون ستورجس وفاينلي بيتر دون. الفيلم من بطولة كلوديت كولبيرت، وارين وليامز، روشيل هدسون.
صدر الفيلم في الأصل في 26 نوفمبر 1934 عن شركة يونيفرسال بيكتشرز، ثم أعيد إصداره عام 1936 بنفس العنوان وكان من بطولة لانا تيرنر.
عام 2005، اختير الفيلم للحفاظ في السجل الوطني للأفلام في الولايات المتحدة الأمريكية، والذي يضم أهم الأفلام من النواحي الثقافية والتاريخية والجمالية. كما اختارته مجلة تايم عام 2007 كأحد أهم 25 فيلماً تناولت العرقيات.

## طاقم التمثيل
- كلوديت كولبيرت

### ترشيحات وجوائز
| السنة | الحدث  | الفئة     | النتيجة |
| ----- | ------ | --------- | ------- |
| 1934  | أوسكار | أفضل فيلم | ترشـيـح |

## وصلات خارجية
- مقالات تستعمل روابط فنية بلا صلة مع ويكي بيانات

1. ↑  Imitation of Life (1934)  في قاعدة بيانات الأفلام على الإنترنت (بالإنجليزية)
2. ↑  Imitation of Life in Time نسخة محفوظة 08 أغسطس 2011 على موقع واي باك مشين.